# Разъезжая улица (Санкт-Петербург)
Разъе́зжая у́лица — улица в Центральном районе Санкт-Петербурга. Проходит от Загородного проспекта до Лиговского проспекта. На северо-запад продолжается улицей Ломоносова.

## История
Наименована 20 августа 1739 года. Название связано с тем, что улица была местом, с которого извозчики разъезжались по разным направлениям.

С 1793 года — Разъежжая улица.

С 1798 года — Разъежая улица.

С 1798 года — улица Старые Пеньки. Названы по району, находившемуся на месте вырубленного бора.

С 1800 по 1802 год — улица Большие Пеньки.
С 1784 по 1835 год в состав улицы включался участок современной улицы Ломоносова от набережной реки Фонтанки до Загородного проспекта.

## Достопримечательности
- Дом 40 / Коломенская ул., дом 33/34, литера А — дом Эрнеста Павловича Дубровича (1860, архитектор Э. Г. Шуберский; перестроен и расширен в 1909—1910 годах архитектором С. Г. Гингером)[2][3], тогда же были построены новые надворные флигели[4].  7832002000
- № 32 (ул. Марата, 51) — дом купцов Поспеевых.  781710971720005
- № 27 (ул. Марата, 53) — Ямской рынок.  781711304730006